# 李欲晞
李欲晞（1948年—2017年），福建晋江人，汉族，中华人民共和国政治人物、第十一届全国人民代表大会福建地区代表。

## 生平
李欲晞出生于菲律宾的华侨家庭，10岁时随父母回国。毕业于厦门大学，是中国共产党党员。2008年，担任全国人大华侨委员会委员，中国侨联副主席。
2017年1月3日上午8时19分，因病医治无效，于在家乡福建泉州逝世，享年70岁。